# Denguevirus
Denguevirus, DENV, er en virus der forårsager sygdommen denguefeber, en zoonose, der overføres til mennesker fra myg. Den forekommer ikke i Danmark, men globalt inficeres 400 millioner mennesker årligt.
Ved den anden infektion med DENV er patienten prædisponeret til et mere alvorligt sygdomsforløb selv om – eller måske netop fordi – patienten har antistoffer mod en af undertyperne eller er vaccineret. Dette forhold tillægges en mekanisme der kaldes antistof-dependant enhancement, ADE eller antistof-afhængig forstærket infektivitet.
Denguevirus er nært beslægtet med zikavirus og TBE virus.

## Biokemi
Denguevirus er en flavivirus med en ydre membrankappe og en indre kapsid (proteinkappe) og et genom af +ssRNA (positivt polariseret enkeltstrænget RNA) på 11.000 nukleotider der koder for 10-12 proteiner.

## Receptor på værtscelle
DENV binder sig med E-proteinet (Envelope) til heparansulfat på overfladen af værtsceller for at trænge ind i cellen.